# すみよし台
すみよし台（すみよしだい）は、神奈川県横浜市青葉区の地名。「丁目」の設定のない単独町名である。住居表示未実施区域。

## 地理
青葉区の西部に位置し、東に桂台、北東に鴨志田町、西と北に奈良町、南に恩田町と接している。

### 地価
住宅地の地価は、2025年（令和7年）1月1日の公示地価によれば、すみよし台24番19の地点で21万7000円/m²となっている。

## 歴史

### 地名の由来

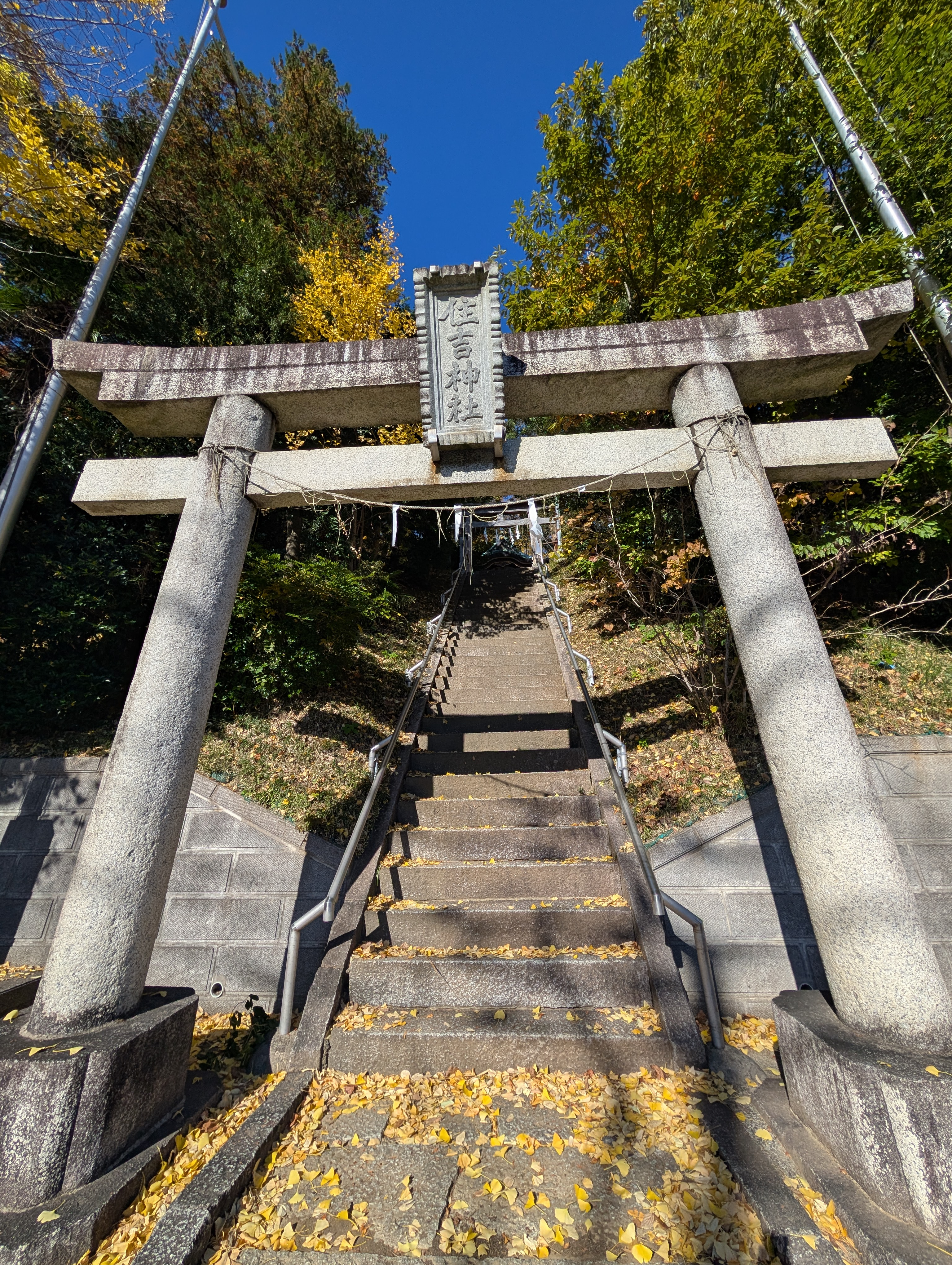
地名の由来となった住吉神社（奈良町に所在）

北西側（奈良町）に隣接する住吉神社にちなみ、また「住みやすい」に通じることから命名された瑞祥地名。

### 沿革
- 1976年（昭和51年）7月16日 - 土地区画整理事業（奈良恩田）[7]に伴い、恩田町・鴨志田町・奈良町の各一部より、横浜市緑区すみよし台を新設[8]。
- 1991年（平成3年）2月12日 - 町界町名地番整理事業に伴い、鴨志田町との境界を変更する[9]。
- 1994年（平成6年）11月6日 - 港北区と緑区を再編し、青葉区と都筑区を新設。横浜市青葉区すみよし台となる[10]。

### 町名の変遷
| 実施後     | 実施年月日                | 実施前（各町名ともその一部）     |
| ---------- | ------------------------- | -------------------------------- |
| すみよし台 | 1976年（昭和51年）7月16日 | 恩田町、鴨志田町、奈良町の各一部 |

## 世帯数と人口
2025年（令和7年）6月30日現在（横浜市発表）の世帯数と人口は以下の通りである。
| 町丁       | 世帯数    | 人口    |
| ---------- | --------- | ------- |
| すみよし台 | 2,048世帯 | 4,430人 |

### 人口の変遷
国勢調査による人口の推移。
| 年                 | 人口  |
| ------------------ | ----- |
| 1995年（平成7年）  | 4,571 |
| 2000年（平成12年） | 4,662 |
| 2005年（平成17年） | 4,805 |
| 2010年（平成22年） | 4,846 |
| 2015年（平成27年） | 4,935 |
| 2020年（令和2年）  | 4,755 |

### 世帯数の変遷
国勢調査による世帯数の推移。
| 年                 | 世帯数 |
| ------------------ | ------ |
| 1995年（平成7年）  | 1,514  |
| 2000年（平成12年） | 1,655  |
| 2005年（平成17年） | 1,791  |
| 2010年（平成22年） | 1,812  |
| 2015年（平成27年） | 1,975  |
| 2020年（令和2年）  | 2,134  |

## 学区
市立小・中学校に通う場合、学区は以下の通りとなる（2024年11月時点）。
| 番・番地等 | 小学校             | 中学校             |
| ---------- | ------------------ | ------------------ |
| 全域       | 横浜市立恩田小学校 | 横浜市立奈良中学校 |

## 事業所
2021年（令和3年）現在の経済センサス調査による事業所数と従業員数は以下の通りである。
| 町丁       | 事業所数 | 従業員数 |
| ---------- | -------- | -------- |
| すみよし台 | 41事業所 | 227人    |

### 事業者数の変遷
経済センサスによる事業所数の推移。
| 年                 | 事業者数 |
| ------------------ | -------- |
| 2016年（平成28年） | 41       |
| 2021年（令和3年）  | 41       |

### 従業員数の変遷
経済センサスによる従業員数の推移。
| 年                 | 従業員数 |
| ------------------ | -------- |
| 2016年（平成28年） | 268      |
| 2021年（令和3年）  | 227      |

## 施設
- 横浜市立奈良中学校
- 日蓮宗盛圓寺

## その他

### 日本郵便
- 郵便番号 : 227-0035[3]（集配局：青葉郵便局[20]）

### 警察
町内の警察の管轄区域は以下の通りである。
| 番・番地等 | 警察署     | 交番・駐在所 |
| ---------- | ---------- | ------------ |
| 全域       | 青葉警察署 | 鴨志田交番   |